# Yūto
Yūto (jap. ゆうと, ユート) – męskie imię japońskie.

## Możliwa pisownia
Yūto można zapisać używając wielu różnych znaków kanji i może znaczyć m.in.:
- 悠人, „łagodna osoba”[1]
- 有人, „istnieć, osoba”
- 祐人, „ochrona, osoba”
- 勇人, „odwaga, osoba”
- 裕人, „obfity, osoba”
- 勇刀, „odwaga, miecz”
- 裕斗, „obfity, szybować”
- 侑斗
- 雄斗
- 優斗
- 佑都, „pomoc, prefektura Tokio”

## Znane osoby
- Yūto Kazama (勇刀), japoński seiyū
- Yūto Totsuka (優斗), japoński snowboardzista
- Yūto Nagatomo (佑都), japoński piłkarz
- Yūto Nakamura (祐人), japoński piłkarz
- Yūto Misao (雄斗), japoński piłkarz
- Yūto Nakano (裕斗), japoński seiyū
- Yūto Tonokawa (勇人), japoński scenarzysta

## Fikcyjne postacie
- Yūto Ayase (裕人), główny bohater light novel, mangi, anime i gier Nogizaka Haruka no Himitsu
- Yūto Kidō (Jude Sharp) (有人), bohater sportowej gry wideo, mangi i anime Inazuma 11
- Yūto Sakurai (侑斗), bohater serialu tokusatsu Kamen Rider Den-O